# Reschenský průsmyk
Reschenský průsmyk (německy Reschenpass, italsky Passo di Resia, 1504 m) je průsmyk v hlavním hřebeni Alp, mezi povodím Innu a povodím Adiže. V současné době leží v Itálii, od roku 1919, kdy připadlo Jižní Tyrolsko Itálii, vede asi 1,5 km severně od sedla hranice mezi Rakouskem a Itálií. Zároveň prochází průsmykem hranice mezi alpskými skupinami Sesvenna a Ötztalské Alpy.
Tímto průsmykem vedla cesta přes Alpy již před dobou starověkého Říma; v roce 50 našeho letopočtu zde Římané otevřeli silnici Via Claudia Augusta.
Prakticky přímo v sedle, jen asi 4 metry pod jeho úrovní, je od roku 1953 umělá vodní nádrž Reschensee, která se vyznačuje velmi neobvyklým jevem – z vody vyčnívající kostelní věží bývalé obce Alt Graun, která byla opuštěna a zaplavena při napouštění jezera po výstavbě přehrady. Nádrž vytvořily vody významné italské řeky Adiže, jejíž pramen se nachází nedaleko průsmyku na svazích Ötztalských Alp, ve výšce asi 1550 m.